# Stipe Pletikosa
Stipe Pletikosa, né le 8 janvier 1979 à Split (Yougoslavie, aujourd'hui Croatie), est un ancien  footballeur international croate qui évoluait au poste de gardien de but.

## Biographie

### En club
Formé à l'Hajduk Split, club de sa ville natale, Pletikosa fait sa première apparition en professionnel en 1996. En 2002, il est le second gardien de l'histoire à être élu meilleur joueur croate de l'année. L'année suivante, le gardien international s'engage en faveur du club ukrainien du Chakhtar Donetsk, la transaction s'élevant à deux millions d'euros. Cependant, il ne s'impose pas dans son nouveau club et il est prêté à son club formateur pour la saison 2005-2006. De retour à Donetsk, il ne parvient toujours pas à trouver une place de titulaire et est cantonné à un rôle de doublure de Jan Laštůvka.
En 2007, une offre de transfert du Dinamo Zagreb est acceptée par le Chakhtar mais Pletikosa refuse de rejoindre le club rival du club de son cœur. En mars, Stipe Pletikosa signe un contrat de trois ans avec le Spartak Moscou. Il est régulièrement titulaire jusqu'en 2009, année durant laquelle il est mis à l'écart par le nouvel entraineur Valeri Karpine.
Le 31 août 2010, soit le dernier jour du marché des transferts européen, le gardien croate est prêté pour une saison à Tottenham Hotspur. Il prend part à un match de League Cup le 21 septembre 2010 face à Arsenal, c'est sa seule apparition officielle sous le maillot des Spurs. Il est par la suite libéré par le Spartak Moscou.
Le 6 août 2011, il signe un contrat de deux ans en faveur du club russe du FK Rostov. En juin 2015, il quitte le club russe après 125 matchs toutes compétitions confondues et se retrouve sans club pendant six mois. En janvier 2016, il s'engage jusqu'à la fin de la saison au Deportivo La Corogne. Il prend part à deux rencontres de Liga avant d'annoncer la fin de sa carrière en mai 2016.

### En équipe nationale
Il honore sa première sélection en février 1999 à l'occasion d’un match contre l'équipe du Danemark à l'âge de 20 ans.
Pletikosa devient titulaire dans le but croate lors de la phase finale de la Coupe du monde 2002. 
Une blessure l'oblige à déclarer forfait pour l'Euro 2004 où il est remplacé par Tomislav Butina. Butina conserve ce premier rôle lors des éliminatoires de la Coupe du monde 2006.
Stipe Pletikosa, entièrement remis de sa blessure, redevient gardien numéro un pour la Coupe du monde 2006.
À l'Euro 2008, il est élu homme du match à la suite de la victoire de son équipe contre l'Autriche (victoire 1-0). Le commentateur de la BBC, Alan Hansen le considère comme le meilleur gardien de la compétition dans le même rang que Petr Čech, Gianluigi Buffon ou Iker Casillas.
Une nouvelle blessure avec le Spartak Moscou l'éloigne de long mois des terrains. Vedran Runje le remplace en sélection mais la Croatie ne se qualifie pas pour la Coupe du monde 2010 finissant derrière l'Angleterre et l'Ukraine.
Pletikosa participe à l'Euro 2012, il y encaisse 3 buts. Il est ensuite titulaire dans les cages croates lors de la Coupe du monde 2014. Il met un terme à sa carrière internationale après ce Mondial.

## Palmarès

### En club
| - Hajduk Split - Championnat de Croatie - Champion : 2001 - Coupe de Croatie - Vainqueur : 2000 et 2003. |  | - Chakhtar Donetsk - Championnat d'Ukraine - Champion : 2005 - Coupe d'Ukraine - Vainqueur : 2004. |  | - FK Rostov - Coupe de Russie - Vainqueur : 2014. |

### Distinction personnelle
- Meilleur joueur croate de l'année 2002.